# Provincia della Georgia
La provincia della Georgia fu una della colonie meridionali dell'America britannica. Essa fu l'ultima delle tredici colonie inglesi che successivamente formarono il nucleo originale degli Stati Uniti d'America.
Nella sua versione originale, con una stretta striscia di terra si estendeva fino all'Atlantico. Essa comprendeva naturalmente il territorio dell'attuale Stato americano della Georgia
Il suo primo governatore fu James Edward Oglethorpe, dal 21 aprile 1732, nominato dal re d'Inghilterra Giorgio II, dal quale la colonia prese il nome.

Oglethorpe, emise leggi molto severe che numerosi coloni non gradivano. Egli considerava la provincia come un luogo di riallocazione di debitori britannici e di persone di basso ceto, sebbene non vi fossero stati insediamenti organizzati di debitori o carcerati britannici in Georgia.
Un altro motivo per fondare la colonia era stato quello di creare uno “stato cuscinetto” od una “provincia di frontiera” che avrebbe dovuto dar sicurezza alle colonie britanniche settentrionali contro la spagnola Florida. Con la presenza di questo territorio coloniale sarebbe stato inoltre più difficile per gli schiavi fuggitivi dalla Carolina del Sud raggiungere la Florida, ove essi potevano ottenere facilmente la libertà.
Oglethorpe immaginava una provincia popolata da robusti agricoltori che potevano sorvegliare il confine: per questo la legge della colonia proibiva lo schiavismo.

## Fondazione
Oglethorpe, accompagnato dai primi coloni, giunse il 12 febbraio 1732, a Yamacraw Bluff, un villaggio di nativi americani Yamacraw, ma Oglethorpe fece in modo che questi se ne andassero. Per la Georgia era stato richiesto un piano per la creazione di una sicura dimora per debitori ma questo scopo non fu mai raggiunto e 116 fra uomini, donne e bambini furono scelti per diventare i futuri coloni. Nella fondazione della colonia non furono coinvolti né debitori né carcerati.
Lo statuto originale specificava che i coloni dovevano stare fra i fiumi Savannah ed Altamaha, fino alle loro sorgenti (quelle dell'Altamaha stanno sul fiume Ocmulgee ) e quindi estendersi verso ovest da «mare a mare».
L'area aveva fatto precedentemente parte della Provincia della Carolina, che era molto vicina alla Georgia. La Carolina del Sud non era mai stata in grado di assumere il controllo dell'area, ma dopo la guerra Yamasee sul la costa georgiana non vi furono più indiani salvo qualche villaggio di Yamasee sconfitti, cui fu affibbiato il nome Yamacraw per distinguerli da quegli Yamasee ancora ostili che vivevano in Florida.

## Sviluppo
Il Consiglio segreto di Sua Maestà Britannica concluse il documento che istituiva la Provincia il 9 giugno 1732 ed il Consiglio dei Garanti avrebbe governato la provincia con il sussidio annuo del Parlamento per i due decenni successivi.
Dopo molte difficoltà e dopo la partenza di Oglethorpe, i Garanti si dimostrarono incapaci di condurre i coloni titolari della concessione governativa ed il 23 giugno 1752 i coloni sottoposero un atto di riconversione alla corona britannica, un anno prima dello scadere della concessione. Dal gennaio 1755 la Georgia cessò di essere una colonia fiduciaria per divenire una colonia della corona britannica.
Dal 1732 fino al 1758 le comunità di livello più basso furono i distretti e le città. Nel 1758 la provincia di Georgia fu suddivisa in otto parrocchie, cui si aggiunsero altre quattro nel 1765. Nel 1777 furono create le otto originali contee dello stato della Georgia.
In pratica gli insediamenti coloniali furono limitati alle vicinanze del fiume Savannah e l'area occidentale della colonia rimase sotto il controllo della Confederazione Creek fin dopo la Guerra d'indipendenza americana
All'inizio la colonia ebbe un avvio lento. James Oglethorpe non volle autorizzare i liquori ed ai coloni non fu concesso di possedere più di 200 acri di terra. Questo rese i coloni piuttosto furiosi ed infine Oglethorpe mitigò la legge ed i coloni iniziarono a prosperare. La schiavitù fu autorizzata dal 1749. Ci fu una certa opposizione interna, in particolare da parte dei coloni scozzesi, ma fino ai tempi della Rivoluzione Americana la Georgia fu più o meno uguale agli altri stati meridionali.
Nel 1802 la Georgia consegnò al Congresso parte dei suoi territori all'ovest. Questi divennero i Territori del Mississippi e più tardi, insieme ad altre terre, formarono gli stati americani dell'Alabama e del Mississippi.